# Espectro obsessivo-compulsivo
O espectro obsessivo-compulsivo é um modelo de classificação médica em que várias condições psiquiátricas, neurológicas e/ou médicas são descritas como existindo num espectro de condições relacionadas ao transtorno obsessivo-compulsivo (TOC). "Acredita-se que os distúrbios se situem num espectro de impulsivo a compulsivo, onde a impulsividade persiste devido a déficits na capacidade de inibir o comportamento repetitivo com consequências negativas conhecidas, enquanto que a compulsividade persiste como consequência de déficits no reconhecimento de conclusão de tarefas." O TOC é um transtorno mental caracterizado por obsessões e/ou compulsões. Uma obsessão é definida como "um pensamento, imagem ou desejo recorrente que o indivíduo não pode controlar". A compulsão pode ser descrita como um "comportamento ritualístico que a pessoa se sente obrigada a realizar". O modelo sugere que muitas condições se sobrepõem ao TOC no perfil sintomático, demografia, história familiar, neurobiologia, comorbidade, curso clínico e resposta a várias farmacoterapias. As condições descritas como pertencentes ao espectro são às vezes chamadas de transtornos do espectro obsessivo-compulsivo .

## Condições
As seguintes condições foram hipotetizadas por vários pesquisadores como existentes no espectro.
- Transtorno obsessivo-compulsivo[1][5][6]
- Algumas formas do transtorno delirante[1]
- Transtornos alimentares, incluindo a anorexia nervosa,[1][7] a bulimia nervosa[1][7] e o transtorno da compulsão alimentar[1]
- Hipocondria[1]
- Transtornos de controle dos impulsos no geral[1]
- Síndrome de referência olfativa[8]
- Parafilias[1][9]
- Jogo patológico[10]
- Pica[11]
- Vício em sexo não parafílico[1]
- Síndrome de Tourette[1]
- Transtornos de comportamento repetitivo focado no corpo, como a tricotilomania[1][12]
- Síndrome de Asperger (espectro autista)[13]
- Fobia social[13][14]
- Acumulação compulsiva
- Transtorno de despersonalização[15]

No entanto, recentemente, há um apoio crescente a propostas para reduzir esse espectro para incluir apenas o transtorno dismórfico corporal, a hipocondria, os transtornos de tiques e a tricotilomania.

## Transtorno dismórfico corporal
O transtorno dismórfico corporal é definido por uma obsessão com um defeito imaginário na aparência física e rituais compulsivos na tentativa de ocultar o defeito percebido. As queixas típicas incluem falhas faciais percebidas, deformidades percebidas em partes do corpo e anormalidades no tamanho do corpo. Alguns comportamentos compulsivos observados incluem olhar-se constantemente ao espelho, aplicação ritualizada de maquilhagem para esconder a falha percebida, penteado ou corte excessivo do cabelo, visitas excessivas ao médico e cirurgias plásticas. O transtorno dismórfico corporal não é específico ao género e o início geralmente ocorre em adolescentes e jovens adultos.

## Hipocondria
A hipocondria é a preocupação excessiva em ter uma doença grave. Esses pensamentos causam grande ansiedade e stress na pessoa. A prevalência desse transtorno é a mesma para homens e mulheres. A hipocondria é normalmente reconhecida no início da idade adulta. Aqueles que sofrem de hipocondria estão constantemente pensando nas suas funções corporais, pequenos inchaços e hematomas, bem como na imagen corporal. Os hipocondríacos vão a vários médicos para a confirmação do seu próprio diagnóstico. A hipocondria é a crença de que algo está errado, não sabendo que é uma ilusão.

## Transtornos de tique
A síndrome de Tourette é um distúrbio neurológico caracterizado por movimentos involuntários recorrentes (tiques motores) e ruídos involuntários (tiques vocais). A razão pela qual a síndrome de Tourette e outros transtornos de tiques estão sendo considerados para inclusão no espectro obsessivo-compulsivo é por causa da fenomenologia e comorbidade dos transtornos com o transtorno obsessivo-compulsivo. Dentro da população de pacientes com TOC, até 40% têm história de transtornos de tiques e 60% das pessoas com síndrome de Tourette têm obsessões e/ou compulsões. Além disso, 30% das pessoas com síndrome de Tourette têm TOC clinicamente diagnosticável. O curso da doença é outro fator que sugere correlação porque foi descoberto que os tiques exibidos na infância são um preditor de sintomas obsessivos e compulsivos no final da adolescência ou início da idade adulta. No entanto, a associação de Tourette e transtornos de tiques com TOC é desafiada pela neuropsicologia e pelo tratamento farmacêutico. Enquanto que o TOC é tratado com SSRI, os tiques são tratados com bloqueadores de dopamina e agonistas alfa-2. 

## Tricotilomania
A tricotilomania é um distúrbio do controle dos impulsos que faz com que um indivíduo arranque os cabelos de várias partes do corpo sem um propósito. A causa da tricotilomania permanece desconhecida. Como o TOC, a tricotilomania não é uma condição nervosa, mas o stress pode desencadear esse hábito. Para algumas pessoas, arrancar os cabelos devido a tédio é normal, mas não é o caso de quem está a lidar com tricotilomania. As emoções não afetam o comportamento, mas esses comportamentos são mais prevalentes em quem sofre de depressão.  Artigos de revisão recomendam intervenções comportamentais, como treinamento de reversão de hábitos e desacoplamento.